# Изола (Мачерата)
Изола (итал. Isola) насеље је у Италији у округу Мачерата, региону Марке.
Према процени из 2011. у насељу је живело 47 становника. Насеље се налази на надморској висини од 536 м.